# Dacha

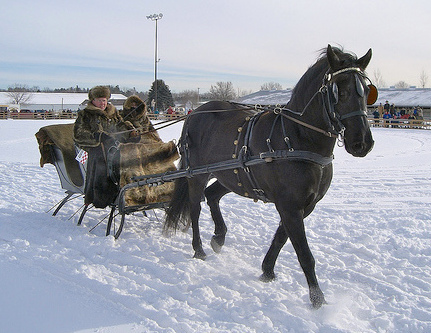
Zimowa sanna podróżnych okrytych dachami (współczesna rekonstrukcja)

Dacha (ros. даха, доха) – obszerna peleryna sięgająca do kostek, z dużym kołnierzem, szyta z dwóch warstw futer, przeznaczona do nakładania zimą na inne ubrania. Używano jej do podróży saniami lub do jazdy konnej w czasie srogich zim.
Wierzchnia warstwa wykonana była ze skóry renifera, a z jej braku zastępowały ją skóry źrebaków. Jeszcze w okresie międzywojennym w XX wieku firmy futrzarskie oferowały dachy i przyjmowały na nie zamówienia. Wyparte zostały przez tańsze futra baranie (baranice).